# Pierres (recueil de poèmes)
Pour les articles homonymes, voir Pierres.
Pierres est un recueil de poèmes de l'écrivain français Roger Caillois publié en 1966. Il rassemble plusieurs groupes de poèmes en prose consacrés aux minéraux. 

## Structure
Pierres est précédé d'une dédicace datée de janvier 1966 qui fait l'éloge du sujet du recueil : des pierres brutes, ni précieuses, ni sculptées par une main humaine. 
Le recueil proprement dit est divisé en cinq parties. « Mythologie » rassemble deux séries de poèmes en prose brefs inspirés des croyances et des mythes antiques concernant les pierres : « Des pierres de la Chine » et « Des pierres de l'Antiquité classique ». La deuxième partie, « Physique », regroupe plusieurs poèmes ou morceaux en prose consacrés aux descriptions physiques de pierres de différents types. La troisième partie, "Métaphysique", contient un seul poème : « Une idée de l'immortalité ». La quatrième partie, « Morale », contient elle aussi un seul poème : « Pierres contre nature ». La cinquième partie, "Testament", contient elle aussi un seul poème ; « Soleils inscrits ». Le recueil se termine par des « Notes » qui fournissent des informations sur les inspirations de l'auteur.